# Dolmen dels Pedreguers
Le dolmen dels Pedreguers ou dolmen del Pla del Arca est un dolmen ruiné situé à La Jonquera, dans le nord-est de la Catalogne, en Espagne.

## Situation
Le dolmen est situé au nord-est de l'agglomération de La Jonquera.